# Літні Паралімпійські ігри 2000
Літні Паралімпійські ігри 2000 пройшли в місті Сідней (Австралія) з 18 по 29 жовтня. На змагання приїхали 3843 (2867 чоловіків, 979 жінок) спортсменів, які змагалися у 20 видах спорту та розіграли 551 комплект нагород.

## Медальний залік
Фінальний залік 10 перших команд:
| Місце | Країна          | Золото | Срібло | Бронза | Загалом |
| ----- | --------------- | ------ | ------ | ------ | ------- |
| 1     | Австралія       | 63     | 39     | 47     | 149     |
| 2     | Велика Британія | 41     | 43     | 47     | 131     |
| 3     | Канада          | 38     | 33     | 25     | 96      |
| 4     | Іспанія         | 38     | 30     | 38     | 106     |
| 5     | США             | 36     | 39     | 34     | 109     |
| 6     | Китай           | 34     | 22     | 17     | 73      |
| 7     | Франція         | 30     | 28     | 28     | 86      |
| 8     | Польща          | 19     | 22     | 12     | 53      |
| 9     | Південна Корея  | 18     | 7      | 7      | 32      |
| 10    | Німеччина       | 16     | 41     | 38     | 95      |

## Учасники
| - Алжир - Ангола - Аргентина - Вірменія - Австралія - Австрія - Азербайджан - Бахрейн - Барбадос - Білорусь - Бельгія - Бенін - Бермуди - Боснія і Герцеговина - Бразилія - Болгарія - Буркіна-Фасо - Камбоджа - Канада - Чилі - Китай - Chinese Taipei - Колумбія - Коста-Рика - Кот-д'Івуар - Хорватія - Куба - Кіпр - Чехія - Данія - Еквадор - Єгипет - Сальвадор - Естонія - [[ на літніх Паралімпійських іграх 2000\|]] - Фіджі - Фінляндія - Північна Македонія - Франція - Німеччина - Велика Британія | - Греція - Гондурас - Гонконг - Угорщина - Ісландія - Індія - Незалежні паралімпійські атлети - Індонезія - Іран - Ірак - Ірландія - Ізраїль - Італія - Ямайка - Японія - Йорданія - Казахстан - Кенія - Кувейт - Киргизстан - Лаос - Латвія - Ліван - Лесото - Лівія - Литва - Макао - Мадагаскар - Малайзія - Малі - Мавританія - Мексика - Молдова - Монголія - Марокко - Нідерланди - Нова Зеландія - Нігерія - Норвегія - Оман - Пакистан | - Палестина - Панама - Папуа Нова Гвінея - Перу - Філіппіни - Польща - Португалія - Пуерто-Рико - Катар - Румунія - Росія - Руанда - Самоа - Саудівська Аравія - Сьєрра-Леоне - Сінгапур - Словаччина - Словенія - ПАР - Південна Корея - Іспанія - Шрі-Ланка - Швеція - Швейцарія - Сирія - Таїланд - Тонга - Туніс - Туреччина - Туркменістан - Уганда - Україна - Об'єднані Арабські Емірати - США - Уругвай - Вануату - Венесуела - В'єтнам - Югославія - Замбія - Зімбабве |

## Україна на літніх Паралімпійських іграх 2000
Україна брала участь у Літніх Олімпійських іграх 2000 року у Сіднеї (Австралія) удруге за свою історію, і завоювала 37 медалей (3 золоті, 20 срібних і 14 бронзових).